# Вбивство російських миротворців у Нагірному Карабасі
Вбивство російських миротворців у Нагірному Карабасі — вбивство п'яти російських миротворців на околицях села Чанкатах, розташованого в невизнаній Нагірно-Карабаській Республіці, скоєне солдатами збройних сил Азербайджану  . Серед загиблих — заступник командувача миротворчого контингенту, капітан першого рангу Іван Ковган. Інцидент стався тлі військових дій в Нагірному Карабасі і наступу Азербайджану .

## Попередні події
Після Другої Карабахської війни президентами Вірменії, Азербайджану та Росії були підписані угоди терміном на 5 років, згідно з якими на території Нагірного Карабаху буде присутній російський миротворчий контингент, що забезпечує безпеку в регіоні.
Відносини Вірменії та Азербайджану різко загострилися в 2022 році, після зіткнень у серпні, блокади Нагірного Карабаху з боку Азербайджану, військових навчань Вірменії та США, проведення виборів президента у невизнаній НКР .
З 19 вересня 2023 Азербайджан розпочав «військову операцію» в Нагірному Карабаху.

## Хід подій
20 вересня під час повернення зі спостережного пункту, в районі села Чанкатах, автомобіль із п'ятьма російськими миротворцями було розстріляно зі стрілецької зброї. Загинули всі військові, що знаходилися в автомобілі.

## Наступні події
Спочатку азербайджанська та вірменська сторони не прокоментували подію. Офіційний представник МЗС Росії Марія Захарова заявила, що російські миротворці «прийняли на себе удар заради миру в регіоні».
21 вересня відбулася телефонна розмова між президентами Азербайджану Ільхамом Алієвим та Росії Володимиром Путіним, в ході якої Алієв приніс співчуття та вибачився перед Путіним за вбивство російських миротворців, зазначивши, що буде проведено ретельне розслідування, а винні покарають. Також президент Азербайджану заявив і про готовність надати матеріальну допомогу сім'ям загиблих.
За заявою генпрокуратури Азербайджану військові «через складний рельєф місцевості та туманно-дощові погодні умови» прийняли автомобіль з російськими миротворцями за «незаконні вірменські збройні формування», які належать. За обома фактами азербайджанська генпрокурора порушила кримінальну справу.